# 아르타크세르크세스 1세
아르타크세르크세스 1세(고대 페르시아어: 𐎠𐎼𐎫𐎧𐏁𐏂𐎠 - Artaxšaça, Artaxerxes I)는 페르시아 제국 아케메네스 왕조의 샤한샤(재위 기원전 464년- 기원전 424년)이다. 선대의 왕 크세르크세스 1세의 셋째 아들이자, 차기 세대의 왕 크세르크세스 2세의 아버지이다.

## 이름
고대 페르시아어 원형은 아르타크사샤(Arta-xšassa - : 명사 어간의 형태)에서 “천칙에 속하는 나라의 주인”을 의미한다. 아르타크세르크세스(Artaxerxēs)는 고대 페르시아어에 따르면 페르시아 왕 이름의 그리스어 형태로 3명의 아케메네스 왕조 페르시아 왕의 이름으로 알려져 있다. 그리스어 표기에서 아케메네스 왕조 페르시아 왕 이름의 크세르크세스(원형은 크샤야-루샤은으로 “장사, 남자를 지배하는 자”를 의미한다)에 접두사를 붙인 파생형의 인명과 오해되기 쉽다. 고대 그리스에서의 통칭은 마크로케이르(‘긴 손’이라는 뜻)이다. 페르시아어 : اردشیر ( 라틴 문자화 : Artaxerxes I)

## 생애

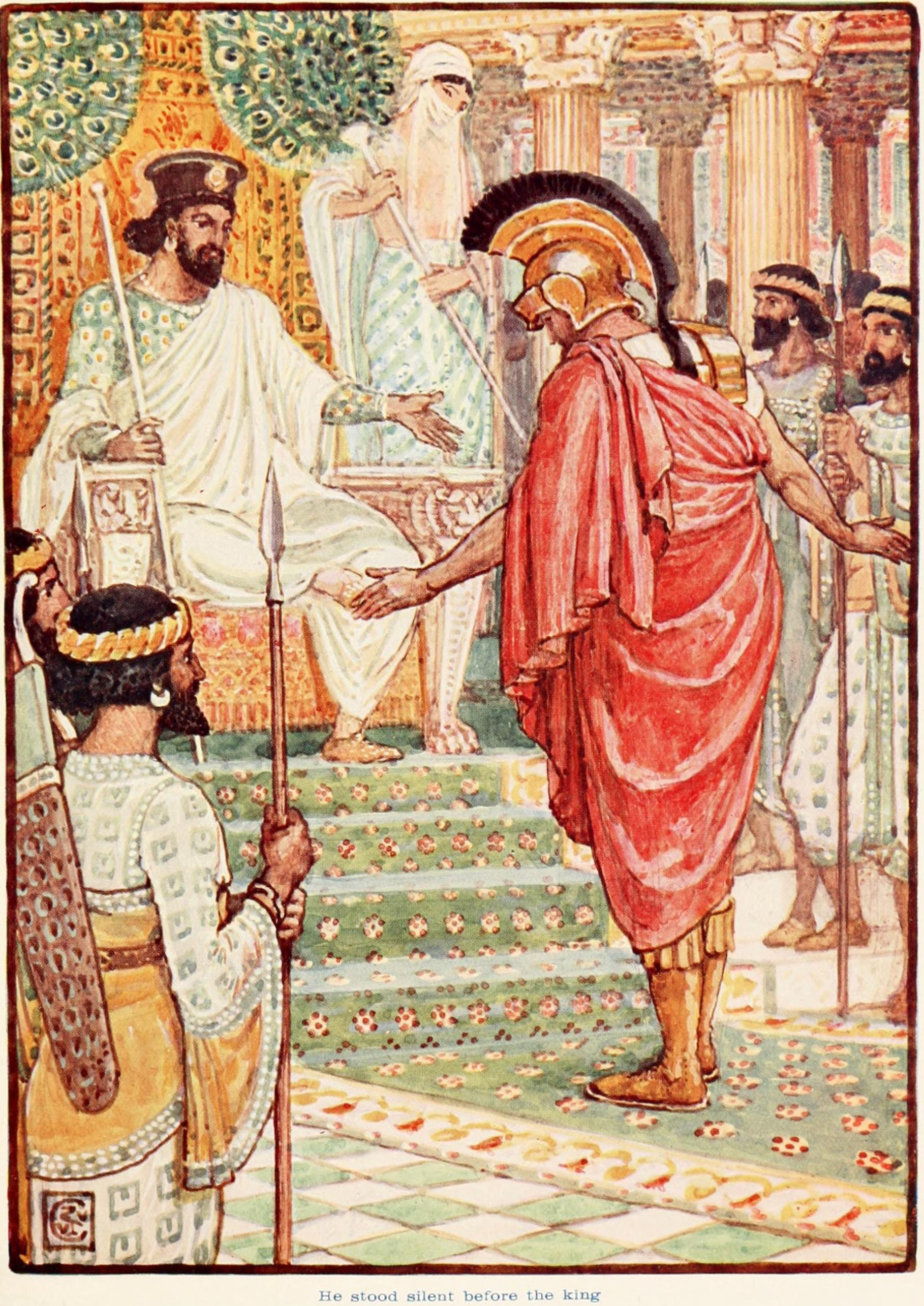
조용히 아르타크세르크세스 황제 앞에 서 있는 테미스토클레스

아르타크세르크세스의 출생은 아마도 할아버지 다리우스 1세 황제의 통치기였을 것이고, 황태자인 크세르크세스 1세의 아들로 태어났다.
아버지 크세르크세스 1세가 국내의 권력 항쟁에 휘말려 호위대장 아르타바노스에게 암살되자 주모자로 지목된 형 다리우스를 찾아내 살해하고 즉위한 것으로 알려졌다.
기원전 463년에 제국의 국경 동부 박트리아에서 반란이 발생했고, 심지어는 이집트와 리비아에서도 반란이 일어났다. 이에 호응하여 아테네가 주도하는 델로스 동맹은 키몬이 지휘하는 200척의 선단을 파견해 이집트를 지원하며 페르시아 제국과 싸웠다. 당초 이집트 군대는 우세를 보이자, 멤피스로 퇴각한 페르시아군을 포위했다. 그러나 기원전 456년에 페르시아의 장군 메가비조스가 이끄는 페르시아군이 포위망을 깨고 델로스 동맹과 전투에서 큰 타격을 주었다. 크니도스의 역사가 크테시아스가 전하는 바에 따르면, 델로스 동맹은 선박 50척과 병사 6000명을 잃었다 고 한다. 그러나 이어진 전투에서는 델로스 동맹 측이 승리했다. 전투에 지친 양측은 평화 협상에 들어가 다리우스 1세 때부터 이어진 페르시아 전쟁을 그리스와 《칼리아스 평화조약》을 맺고 공식적으로 종결시켰다. 이 조약에서는 키프로스와 소아시아가 페르시아 제국의 지배하에 있는 것으로 확인되었지만, 한편으로 상당한 자치도 인정하게 되었다. 펠로폰네소스 전쟁에서는 스파르타와 아테네의 쌍방이 페르시아 제국을 아군으로 삼으러 획책했지만 중립을 지켰다.
그리스에서는 너그러운 왕으로 알려져 고국에서 쫓겨난 〈살라미스 해전〉의 영웅 테미스토클레스의 망명을 받아들여 그를 극진히 보호했다고 한다. 또한 관용적인 종교 정책도 펼쳐, 구약성경의 ‘에즈라기’, ‘느헤미야기’에 그 이름이 등장하고, 특히 선지자 느헤미야는 아르타크세르크세스의 측근으로 유대인 총독이 된 것으로 알려졌다. 건축과 비문을 후세에 전하였으며, 수도 페르세폴리스의 인상적인 건축물을 남겼다.